# Marie Louise von Dalberg
Marie Louise Pelline Prinzessin von Dalberg (* 6. Januar 1813 in Paris; † 14. März 1860 in Brighton) war eine Adlige aus dem Haus Dalberg und war die letzte des Familienzweigs Dalsberg zu Herrnsheim.

Marie Louise Pelline von Dalberg (1813–1860)

## Herkunft
Marie Louise war die Tochter und einziges Kind von Emmerich Joseph, Herzog von Dalberg (1773–1833), und dessen Frau, Marie Pelline Thérèse Cathérine (1787–1865), Tochter von Antonio Giulio Marqis de Brignole-Sale und seiner Frau, Anna, geborene Pieri.

## Leben
Marie Louise heiratete zweimal. In erster Ehe heiratete sie am 9. Juli 1832 in Paris den britischen Adligen Sir Ferdinand Richard Edward Acton, 7. Baronet († 31. Januar 1837). Dessen Vater Sir John Acton, 6. Baronet, war Premierminister des Königreichs Neapel gewesen. Aus dieser Ehe ging John Dalberg-Acton, 1. Baron Acton hervor, der als Historiker und treibende Kraft bei der Gründung der Alt-Katholischen Kirche in Deutschland bekannt wurde.
Ihr Gatte ergänzte mit königlich-britischer Lizenz vom 20. Dezember 1833 seinen Familiennamen zu Dalberg-Acton. Nach dem Aussterben der Familie Dalberg im Mannesstamm 1940 sind die Nachkommen aus dieser Ehe – neben den Prinzen zu Salm-Dalberg als Erben des letzten Dalbergers, Johannes Evangelist von Dalberg (1909–1940) – die Einzigen, die diesen alten Adelsnamen weiter führen. John Lyon-Dalberg-Acton, 5. Baron Acton (* 19. August 1966), ist derzeit der Chef des Hauses.
Am 25. Juli 1840 heiratete Marie Louise in London in zweiter Ehe Granville Leveson-Gower, 2. Earl Granville (1815–1891). Beide investierten in erheblichem Umfang in das Schloss Herrnsheim, das Marie Louise von ihrem Vater geerbt hatte, bauten es völlig um und nutzten es als Sommeraufenthalt.